# Zabójstwo rodziny Watts
Zabójstwo rodziny Watts miało miejsce wczesnym rankiem 13 sierpnia 2018 we Frederick, w amerykańskim stanie Kolorado. Ciężarna Shanann Watts (34 lata) i jej dwie córki, 3-letnia Celeste i 4-letnia Bella zaginęły w początkowo nieznanych okolicznościach. Informacja o zaginięciu była szeroko rozpowszechniona w krajowych i zagranicznych mediach, a do poszukiwań włączyły się policja, Biuro Śledcze Stanu Kolorado (CBI) i Federalne Biuro Śledcze (FBI).
15 sierpnia Christopher Lee Watts, mąż Shanann i ojciec dziewczynek, przyznał, że zaginione nie żyją, a on sam zamordował Shanann. Mężczyzna wskazał miejsca, w których ukrył ich zwłoki. 19 listopada 2018 roku został skazany na pięciokrotne dożywocie bez możliwości ubiegania się o zwolnienie warunkowe oraz dodatkowe 84 lata pozbawienia wolności.

## Tło wydarzeń
Christopher Lee Watts (ur. 16 maja 1985) i Shanann Cathryn Watts (ur. 10 stycznia 1984) pochodzili odpowiednio ze Spring Lake i Aberdeen w Północnej Karolinie. Para poznała się w 2010, a 3 listopada 2012 wzięła ślub w hrabstwie Macklenburg. 17 grudnia 2013 urodziła się ich pierwsza córka – Bella Marie Watts, a Celeste Cathryn „CeCe” Watts przyszła na świat 17 lipca 2015. Od 2013 rodzina mieszkała przy 2825 Saratoga Trail, Frederick, w Kolorado. Dom z pięcioma sypialniami znajdował się na nowo wybudowanym osiedlu. W 2015 małżonkowie ogłosili bankructwo. Chris Watts pracował jako operator terenowy dla Anadarko Petroleum, a Shanann była niezależną przedstawicielką firmy Le-Vel zajmującej się marketingiem wielopoziomowym, sprzedającej produkt Thrive (plaster odchudzający, promocja zdrowego stylu życia). W momencie śmierci Shanann była w piętnastym tygodniu ciąży. Nico Lee Watts miał się urodzić 31 stycznia 2019.

## Zniknięcie
13 sierpnia 2018 o godzinie 1:48 Shanann wróciła z weekendowej podróży służbowej do Scottsdale w Arizonie. Kamera domowego monitoringu zarejestrowała moment jej wejścia do domu. Z lotniska odwiozła ją przyjaciółka Nickole Utoft Atkinson, również pracująca dla Le-Vel. Chris zajmował się dziećmi pod nieobecność żony. Tego samego ranka Shanann miała umówioną wizytę u ginekologa, podczas której miała po raz pierwszy usłyszeć bicie serca Nico. Nickole Atkinson próbowała od rana skontaktować się ze swoją przyjaciółką, ale ta nie odpisywała na wiadomości i nie odbierała telefonu. Było to bardzo niepodobne do Shanann, której praca polegała niemal wyłącznie na kontakcie z ludźmi przez media społecznościowe.

## Poszukiwania
13 sierpnia
Nickole udała się do przychodni, gdzie uzyskała informację, że Shanann nie stawiła się na badaniu, po czym pojechała do jej domu. O godz. 12:10 Chris otrzymał powiadomienie z domowego systemu alarmowego, że ktoś próbuje otworzyć drzwi. Nickole znała kod, który należało wpisać, by otworzyć drzwi, aczkolwiek tym razem dom był zamknięty od środka. Nastoletni syn kobiety zdołał zajrzeć przez okno do garażu, w którym stał samochód zaginionej, a tuż za przeszklonymi drzwiami głównymi widoczne były klapki, w których chodziła każdego dnia. Chris zadzwonił do Nickole, a ta podzieliła się swoimi obserwacjami. Mężczyzna powiedział, że będzie niedługo w domu, aczkolwiek – według zeznań Nickole – kontaktowali się jeszcze kilkukrotnie i za każdym razem podawał inny orientacyjny czas powrotu. 
Pomimo polecenia Chrisa, by nie wzywać policji, Nickole Atkinson zadzwoniła na numer alarmowy 911. Pierwszy oficer policji pojawił się na miejscu ok. godz. 13:40. Chwilę później na miejsce przybył Chris, który pozwolił oficerowi na przeszukanie domu. Ani Shanann, ani dziewczynek nie było w domu. Na miejscu znaleziono telefon Shanann, leki dzieci, torebkę i klucze z domu. Chris powiedział policji, że jego żona zabrała dziewczynki do znajomej rodziny, która również miała dzieci, ale nie potrafił podać jej nazwiska. W samochodzie Shanann znajdowały się obydwa foteliki dla dzieci, co nie pasowało do teorii Chrisa. Mężczyzna twierdził, że ostatni raz widział Shanann, gdy wychodził do pracy o godz. 5:15 rano. 
W tym samym dniu sąsiad rodziny Watts, Nate Trinastich, zaprosił Chrisa i oficera policji do siebie, by pokazać nagranie z monitoringu zainstalowanego przed jego domem. Nagranie obejmowało podjazd Chrisa. Nate zauważył, że służbowy ford typu pickup wyjątkowo tego dnia stał tyłem na podjeździe, choć zwykle stawał na ulicy przed domem. Chris umieścił jakiś ładunek w przedziale transportowym pojazdu, jednak ta część nie była objęta kamerą. Monitoring nie zarejestrował, by ktokolwiek wychodził z domu po jego odjeździe. Rzekomo zmartwiony zniknięciem rodziny Chris nie był zainteresowany obrazem na ekranie i nerwowo tłumaczył swoje zachowanie tego poranka. Po jego wyjściu sąsiad powiedział policjantowi, że ten nie zachowuje się normalnie.
14 sierpnia
FBI i CBI włączyły się w poszukiwania. Miejscowa policja wydała BOLO alert ("Be On the Look Out"). Chris udzielił przed swoim domem wywiadów lokalnym stacjom telewizyjnym KMGH-TV i KUSA-TV, błagając o powrót swojej rodziny. Podczas wywiadu przyznał, że odbyli z Shanann w nocy „emocjonalną rozmowę”. W tym samym czasie śledczy przeszukiwali dom rodziny Watts przy pomocy psów poszukiwawczych przeszkolonych w tropieniu zapachu ludzkich zwłok.

## Przesłuchanie Chrisa i aresztowanie
Chris Watts został poproszony o stawienie się na posterunku policji 15 sierpnia, gdzie miał zostać przesłuchany przez agentkę CBI Tammy Lee i Agenta Specjalnego FBI Grahama Codera. Przesłuchanie było dobrowolne i na żadnym jego etapie Chris nie poprosił o prawnika. Wyraził również zgodę na badanie wariografem, co było standardową procedurą mającą przyczynić się do wykluczenia go z kręgu podejrzanych o udział w zniknięciu jego rodziny. Tak się nie stało, a urządzenie wykazało, że na wszystkie pytania dotyczące zniknięcia Shanann i dziewczynek Chris udzielił fałszywych odpowiedzi. Postawiony wobec tego faktu poprosił o rozmowę z czekającym na zewnątrz ojcem, który tego samego dnia przyleciał do Kolorado.
Agenci zezwolili na rozmowę Chrisa z Ronnie Wattsem w cztery oczy, sami obserwowali rozwój wydarzeń z sąsiedniego pokoju. Chris przyznał się ojcu do zamordowania Shanann przez uduszenie. Jak zeznał, zrobił to w reakcji na fakt, że kobieta udusiła wcześniej obie dziewczynki, co ponoć widział na ekranie monitora tzw. elektronicznej niani. Twierdził, że zamordowała dziewczynki po jego prośbie o separację. Historia ta była efektem sugestii agentki CBI, mającej na celu częściowe zrzucenie odpowiedzialności na ofiarę. Technika ta otworzyła furtkę do zeznań Chrisa i ujawnienia lokalizacji ciał ofiar.  
Agenci przerwali rozmowę w momencie, gdy Ronnie Watts wspomniał o adwokacie. Wiedzieli, że prośba o prawnika spowoduje odwleczenie zeznań Chrisa bądź całkowite zakończenie jego współpracy. Od śmierci Shanann i jej córek minęło już ponad 48 godzin, a każda kolejna przyczyniała się do dalszej dekompozycji zwłok, a co za tym idzie, degradacji materiału dowodowego w potencjalnym procesie. W toku przesłuchania śledczy przyznali, że wiedzą o romansie trwającym od kilku tygodni pomiędzy Chrisem a Nichol Kessinger, również zatrudnioną przez Anadarko. Kobieta sama zgłosiła się organom ścigania, gdy tylko usłyszała o zaginięciu rodziny Chrisa. 
Podczas gdy Chris był przesłuchiwany, policja i agenci udali się do pierwszego miejsca, w którym pojawił się w dniu zaginięcia jego rodziny. Była to odludna lokalizacja, miejsce przechowywania wydobywanej ropy przez Anadarko Petroleum oznaczone symbolem CERVI-319 (ponad 60 km na północny wschód od domu rodziny Watts). Na miejscu znaleziono prześcieradło, które pasowało do reszty pościeli w domu zaginionych. Zdjęcia wykonane dronem zostały przesłane do agentów przesłuchujących Chrisa. Inicjałami oznaczył miejsca ukrycia zwłok swojej rodziny. 
Chris Watts został aresztowany za zabójstwo Shanann oraz ich dwóch córek.

## Odnalezienie ciał, autopsje i pochówek
Chris Watts wskazał trzy lokalizacje, w których miały się znajdować ciała jego ofiar. Shanann została pochowana w płytkim grobie, nieopodal dwóch 6-metrowych zbiorników z ropą naftową, w których ukrył ciała dziewczynek. Bella i Celeste znajdowały się w osobnych zbiornikach. Śledczy początkowo mieli wątpliwości co do miejsca ukrycia zwłok dzieci, ponieważ szerokość otwarcia wynosiła zaledwie 20 centymetrów (według patologa przeprowadzającego autopsję – szerokość ramion mniejszej Celeste wynosiła 24 centymetry). 
Ciało Shanann zostało odnalezione około godz. 23:00 i znajdowało się ono w stanie rozkładu. W wyniku porodu pośmiertnego płód Nico znajdował się poza nią.  
Wydobycie ciał dziewczynek było skomplikowaną i ryzykowną operacją. Obydwa zbiorniki z łatwopalną cieczą i wybuchowymi oparami musiały zostać opróżnione, co wymagało specjalistycznego sprzętu i wykwalifikowanej załogi. Do trwającej 16 godzin akcji przystąpiono 16 sierpnia o godz. 5:00 rano.  
17 sierpnia 2018 patolog sądowy Michael Burton przeprowadził sekcje zwłok wszystkich ofiar. Wykazały one, że wszystkie trzy straciły życie w wyniku uduszenia. Shanann została uduszona poprzez zaciśnięcie rąk sprawcy na szyi, natomiast dziewczynki poprzez zatkanie ust i nosa. Nie określono dokładnej godziny śmierci ofiar. Patolog w swym raporcie dodał, że 4-letnia Bella jako jedyna miała na sobie ślady walki (ugryziony język i rana szarpana na górnej linii dziąseł). Obie dziewczynki miały na sobie otarcia wskazujące na problemy Chrisa z wepchnięciem ich ciał do zbiorników z ropą. 
Rodzina Chrisa wyraziła zgodę na organizację pochówku przez rodzinę Shanann. Ciała ofiar nie zostały poddane kremacji, ponieważ Bella i Cece spędziły cztery dni w ropie naftowej, ich ciała mogły spowodować eksplozję krematorium. Z tego samego powodu obie dziewczynki zostały pochowane w dużych trumnach. Obie były owinięte specjalnym materiałem, by zapobiec wyciekom. Rodzina nie mogła też ich zobaczyć. 
Shanann, Bella, Cece i Nico zostali pochowani 1 września 2018 na cmentarzu Bethesda Cemetery w Aberdeen, w mieście, w którym mieszka rodzina Shanann. Msza święta odbyła się w kościele katolickim Sacred Heart w Pinehurst w Północnej Karolinie, gdzie Shanann dorastała. Ceremonia była transmitowana na Facebooku przez organizujący ją zakład pogrzebowy. Na wspólnym nagrobku widnieje nazwisko Rzucek (panieńskie nazwisko Shanann).

## Zarzuty i wyrok
21 sierpnia Chris Watts został oskarżony o:
- popełnienie pięciu morderstw pierwszego stopnia (według prawa stanu Kolorado doliczane jest jedno morderstwo za każde dziecko poniżej lat 12, które zginęło z rąk osoby zaufanej),
- bezprawne przerwanie ciąży,
- trzy przypadki naruszenia ciała zmarłej osoby[21].

6 listopada przyznał się do zarzucanych mu czynów i poszedł na ugodę z oskarżycielem, który w zamian za przyznanie się i uniknięcie długiego procesu zgodził się nie domagać kary śmierci (Kolorado jest jednym z 11 stanów, w którym kara śmierci na tamten moment nie była używana od przeszło 10 lat . Przeciwko karze śmierci była również rodzina zamordowanych. Sandra Rzucek, matka Shanann, powiedziała: On podjął decyzję, by odebrać te [trzy] życia. Ja nie chcę podejmować decyzji, by odebrać jego. 
19 listopada 2018 Christopher Lee Watts został skazany na pięć wyroków dożywocia (trzy następujące po sobie i dwa biegnące równolegle) bez możliwości ubiegania się o zwolnienie warunkowe. Dodatkowo otrzymał 48 lat za bezprawne przerwanie ciąży Shanann i trzy wyroki 12 lat za naruszenie ciał zmarłych osób.
W toku śledztwa nie ustalono jednego motywu działania sprawcy. Do najczęściej wspominanych należą: jego narcystyczne i psychopatyczne zaburzenia osobowości, romans z Nichol Kessinger i chęć rozpoczęcia życia na nowo u jej boku oraz problemy finansowe.

## Dalsze losy sprawcy
Chris Watts rozpoczął odbywanie wyroku w Denver Reception and Diagnostic Center, w którym dokonano oceny jego kondycji fizycznej i psychicznej. 3 grudnia 2018 został niespodziewanie przeniesiony „ze względów bezpieczeństwa” do oddalonego o ponad 1500 kilometrów Dodge Correctional Institution w Waupun, w stanie Wisconsin.
18 lutego 2019 udzielił blisko pięciogodzinnego wywiadu tym samym agentom FBI i CBI, którzy przesłuchiwali go dwa dni po zaginięciu Shanann, Belli i Celeste. Pełne nagranie audio, w którym Chris po raz pierwszy przyznaje się do zamordowania wszystkich trzech ofiar, zostało upublicznione. Podczas wywiadu Chris przyznał, że przeczytał całą Biblię i zagłębił się w swoją nowo odkrytą wiarę chrześcijańską. Dodał, że każdego dnia wysyła swoim rodzicom biblijne wersety.
Chris Watts udzielił wywiadu autorce Cherlyn Cadle i zgodził się na publikację książki, w której miały znaleźć się fragmenty listów, które wymieniali. Z ich korespondencji wynikało, że wciąż kochał Nichol Kessinger i że do zdarzenia nigdy by nie doszło, gdyby jej nie spotkał. Książka była źródłem kontrowersji w związku z plagiatem, jakiego dopuściła się autorka – całe akapity były kopiowane z książki „His Garden: Conversations with a Serial Killer” napisanej przez Anne Howard. Cherlyn Cadle wystosowała publiczne przeprosiny.
Chris Watts odbywa wyrok w niemal całkowitej izolacji. 23 godziny dziennie spędza w swojej celi. Władze więzienia zgodziły się na to, by miał ze sobą Biblię i zdjęcia rodziny, którą zamordował. Petycja wzywająca zarząd więzienia do odebrania Chrisowi zdjęć jego ofiar zebrała ponad 18 tys. podpisów (stan na wrzesień 2020). W kwietniu 2019 zarząd więzienia odpowiedział, twierdząc, że każdy więzień ma prawo do posiadania zdjęć w swojej celi.
18 listopada 2019 Todd Taylor, sędzia hrabstwa Weld, orzekł, że Chris Watts musi zapłacić rodzinie Shanann 6 milionów dolarów – po milionie za śmierć córki i wnucząt, a także 3 mln dolarów za szkody emocjonalne. Rodzice Shanann złożyli pozew w dniu ogłoszenia wyroku za morderstwa. Dokumenty sądowe wskazują, że Watts nigdy nie walczył z pozwem. Choć wyrok wydaje się być symboliczny, bo Chris Watts nie posiada żadnego majątku, wszystkie potencjalne przychody z publikacji czy wywiadów będą konfiskowane na rzecz rodziny ofiar.

## Media
Sprawa morderstwa rodziny Watts jest przedmiotem nieustających dyskusji i spekulacji, a także tematem programów telewizyjnych, książek i podcastów. Poniżej wymienione zostały niektóre z nich:
- grudzień 2018: rodzice Shanann, Frank i Sandra, udzielili wywiadu dla magazynu informacyjnego ABC News "20/20". Był to pierwszy wywiad od czasu morderstwa córki i wnuczek[37].
- grudzień: 2018: telewizja HLN wyemitowała reportaż zatytułowany "Family Massacre: Chris Watts Exposed" ((pol.) "Rodzinna masakra: Chris Watts zdemaskowany"), w którym ujawniono nagrania z policyjnych przesłuchań i kamer umieszczonych na uniformach policjantów. Udostępniono również wywiad z Nichol Kessinger, w którym opowiada o zmianach w zachowaniu Chrisa w dniach poprzedzających morderstwa[38].
- grudzień 2018: w odcinku amerykańskiego talk-show Dr. Phil Phil McGraw rozmawiał z czterema ekspertami kryminalnymi: byłą prokuratorką i dziennikarką telewizyjną Nancy Grace, byłą profilerką FBI Candice DeLong, konsultantem organów ścigania Steve Kardianem i ekspertem od języka ciała Susan Constantine. Eksperci przeanalizowali motywację, sekretne życie i profilowanie kryminalne Chrisa Watts[39].
- styczeń 2019: Nate Trinastich, sąsiad, którego nagranie z monitoringu pomogło zdemaskować Chrisa, wystąpił w odcinku talk-show Doktor Oz radzi[40].
- 26 wrzesień 2019: Cheryln Cadle wydała książkę pt. Letters from Christopher: The Tragic Confessions of the Watts Family Murders[41];
- 3 grudnia 2019: licencjonowana psychoterapeutka Lena Derhally wydała książkę pt. My Daddy is a Hero: How Chris Watts Went from Family Man to Family Killer[42].
- 20 stycznia 2020: kanał telewizyjny Lifetime wyemitował film zatytułowany "Chris Watts: Confessions of a Killer" ((pol.) "Chris Watts: Wyznania zabójcy") jako część serii "Ripped from the Headlines" ((pol.) "Wyrwane z nagłówków prasowych"). W filmie występuje Sean Kleier jako Chris Watts i Ashley Williams jako Shanann Watts[43][44].
- 30 września 2020: na Netflixie odbyła się premiera filmu dokumentalnego Morderstwo po amerykańsku: Zwyczajna rodzina[45]. Dokument zawiera materiały archiwalne, w tym filmy domowe, posty w mediach społecznościowych i nagrania organów ścigania.